# Hymn Filipin
Lupang Hinirang („Wybrany kraj”) – hymn państwowy Filipin. Muzykę skomponował Julián Felipe w 1898 roku, później połączono ją ze słowami wiersza Filipinas napisanego przez José Palma.

## Historia utworu
W czasie rewolucji filipińskiej 5 czerwca 1898 r. generał Emilio Aguinaldo zlecił Juliánowi Felipe opracowanie marszu dla rewolucjonistów – utworu, który miał zjednoczyć naród przeciwko wrogowi. Felipe pracował nad nim przez sześć dni i 11 czerwca zagrał swój utwór pt. Marcha Filipino Magdalo przed prezydentem i jego zastępcami. Muzyka została natychmiast przyjęta, tytuł zmieniono na Marcha Nacional Filipina (Filipiński Marsz Narodowy). Pierwsze publiczne wykonanie odbyło się 12 czerwca 1898 r., gdy Aguinaldo ogłosił pierwszą niepodległą republikę Azji. W tym dniu przedstawiono narodowi także flagę narodową, rozwijaną przy dźwiękach marszu wykonywanego przez zespół San Francisco de Malabon (obecnie Heneral Trias).
W grudniu 1898 r. na mocy Traktatu Paryskiego kończącego wojnę amerykańsko-hiszpańskiej Hiszpania przekazała Filipiny Stanom Zjednoczonym Ameryki. Pierwsza Republika Filipińska została ustanowiona 21 stycznia 1899 r., jednak nie została uznana przez Amerykanów i w lutym 1899 r. wybuchła wojna filipińsko-amerykańska.
W 1899 r. melodia marszu została połączona ze słowami. Hiszpańskojęzyczny tekst zaczerpnięto z poematu Filipinas młodego, 23-letniego żołnierza, Jose Palmy. W latach 20. tekst został przetłumaczony na język angielski, a później na język tagalski. W 1956 roku przyjęto nową wersję napisaną przez Surian ng Wikang Pambansa (Instytut Języka Narodowego odpowiedzialny za rozwój i standaryzację języka narodowego) – są to oficjalnie obowiązujące słowa hymnu.

## Oficjalne słowa filipińskie
Bayang Magiliw,
Perlas ng Silanganan
Alab ng puso
Sa dibdib mo’y buhay
Lupang Hinirang,
Duyan ka ng Magiting,
Sa manlulupig
Di ka pasisiil.
Sa dagat at bundok,
Sa simoy at sa langit mong bughaw,
May dilag ang tula
At awit sa paglayang minamahal
Ang kislap ng watawat mo’y
Tagumpay na nagniningning;
Ang bituin at araw niya,
Kailan pa ma’y di magdidilim
Lupa ng araw, ng luwalhati’t pagsinta,
Buhay ay langit sa piling mo,
Aming ligaya, na pag may mang-aapi,
Ang mamatay nang dahil sa iyo.